# Keltische See

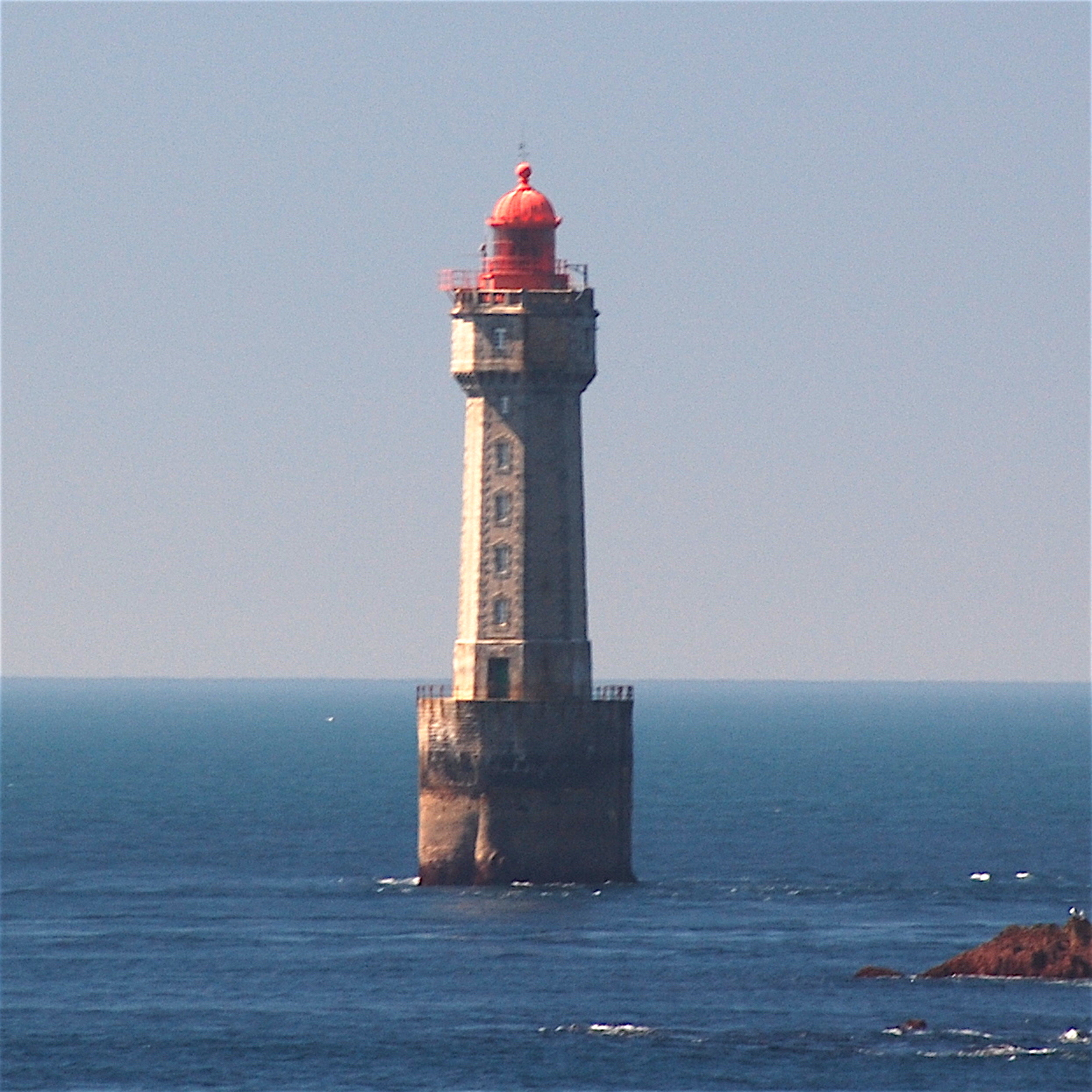
Leuchtturm Phare de la Jument bei der Insel Ouessant

Als Keltische See  (französisch mer Celtique, englisch Celtic Sea, irisch An Mhuir Cheilteach, bretonisch Ar Mor Keltiek, walisisch Y Môr Celtaidd) wird ein Gebiet des Atlantiks zwischen der Südküste Irlands, der Südwestküste von Wales und den Nordküsten von Devon und Cornwall bezeichnet. Sie erstreckt sich über 645 km in nord-südlicher Richtung (46.48° N bis 52.28° N) und über 560 km von Ost nach West (11.5° W bis 4.192° W). Die Flächenausdehnung beträgt rund 300.000 km².
Als Grenze im Westen gilt der äußerste Westen von Irland. Die ungefähre Südgrenze befindet sich auf der Höhe der Bretagne, folgend dem Kontinentalschelf, das im Gebiet der Keltischen See auch Keltisches Schelf (Celtic Shelf) genannt wird. An der Küste der Bretagne trifft die Keltische See am Pointe de Penmarch, der auch die südliche Begrenzung der Baie d’Audierne darstellt, auf die Biskaya.
Im Nordosten schließt sich der Bristol Channel an, im Osten der Ärmelkanal, und im Süden und Südosten die Biskaya. Die Iroise im Südosten ist Teil der Keltischen See.
Zu den Inseln der Keltischen See gehören die Scilly-Inseln und die bretonischen Inseln Ouessant und Île de Sein. Die Insel Lundy liegt an der Grenze zum Bristol Channel.
Die Verbindung zwischen der Keltischen und der Irischen See ist der St.-Georgs-Kanal.

Lage der Keltischen See
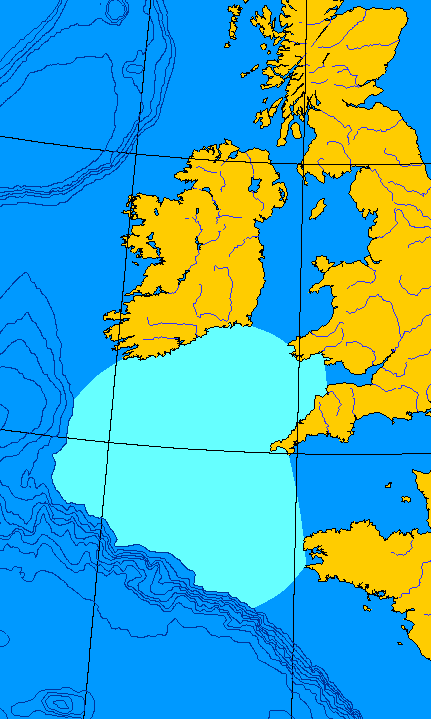
Bereich (hellblau) der Keltischen See